# 287 km (obwód pskowski)
287 km (ros. 287 км) – przystanek kolejowy w pobliżu miejscowości Łopatino i Sołowji, w rejonie pskowskim, w obwodzie pskowskim, w Rosji. Położony jest na linii dawnej Kolei Warszawsko-Petersburskiej.